# Phyllis Stanley
Phyllis Stanley (30. října 1914 Londýn – 12. března 1992 San Diego) byla britská herečka, původem z Londýna. Během druhé světové války sdílela byt v londýnské čtvrti West End se skotskou dědičkou Jane Corby.  V dubnu 1947 se provdala za plukovníka Stephena Millera v Maidenheadu v Anglii. Dne 23. ledna 1953 se stala občankou Spojených států. Zemřela 12. března 1992 v San Diegu v Kalifornii.

## Filmografie
- Leave It to Blanche (1934)
- Too Many Millions (1934)
- Hello, Sweetheart (1935)
- Side Street Angel (1937)
- Command Performance (1937)
- Sidewalks of London (1938)
- There Ain't No Justice (1939)
- Jeannie (1941)
- The Next of Kin (1942)
- We'll Smile Again (1942)
- They Met in the Dark (1943)
- One Exciting Night (1944)
- Good-Time Girl (1948)
- Look Before You Love (1948)
- That Dangerous Age (1949)
- The Law and the Lady (1951)
- Thunder on the Hill (1951)
- Lovely to Look At (1952)
- Rogue's March (1953)
- Take Me to Town (1953)
- Her Twelve Men (1954)
- Strange Lady in Town (1955)
- The Black Sleep (1956)
- The Seventh Sin (1957)